# Отар-оглы, Аваз
Аваз Отар-оглы (15 августа 1884, Хива — 1919, там же) — узбекский поэт и народный просветитель Хорезма.
Родился в семье цирюльника, обучался в медресе. Уже к 18-летнему возрасту получил известность на территории современного Узбекистана как народный поэт и вскоре был приближен ко двору хивинского хана. Став придворным поэтом, он получил возможность изучить произведения многих классиков среднеазиатской литературы, имевшиеся в ханской библиотеке, но в скором времени покинул двор, возмущённый царившими там пороками, и пошёл по стопам отца, став цирюльником и продолжая писать стихи. В 1912 году, создав очередное стихотворное обличение режима, был жестоко избит и помещён под строгий надзор, будучи принудительно поселён в сторожке на кладбище, но даже после этого продолжал писать стихи.
Его творческое наследие включает в себя различные по форме поэтические произведения: газели, мухаммасы, кыта, рубаи, в которых он, следуя традициям классической узбекской литературы, часто использовал разнообразные фольклорные образы. Наиболее известные его стихотворения — стихотворения «К верхушке мусульманского духовенства», «К чиновникам», «Воинствующие варвары», в которых он критикует продажность и взяточничество мулл и судей и осуждает общую отсталость Хивинского ханства.